# Shinjō (Okayama)
Shinjō (jap. 新庄村 Shinjō-son) – wieś w Japonii, na wyspie Honsiu, w prefekturze Okayama. Według danych na rok 2020 miejscowość zamieszkiwało 813 mieszkańców , a gęstość zaludnienia wyniosła 12,1 os./km².